# Den gamla antikvitetshandeln
Den gamla antikvitetshandeln är en roman från 1841 av författaren Charles Dickens. 
Berättelserna om Den gamla antikvitetshandeln publicerades av Dickens i hans veckoserie Master Humphrey's Clock, mellan 1840 och 1841. Serien var mycket populär och Den gamla antikvitetshandeln trycktes i bokform 1841.

## Handling
Handlingen följer den föräldralösa Nell Trent som tas om hand av sin farfar, de bor i och sköter Den gamla antikvitetshandeln i London. Nells liv är ensamt och hennes enda vän är Kit som arbetar i butiken. Farfadern bryr sig visserligen mycket om Nell men brottas i hemlighet med spelberoende och lånar därför ständigt pengar av Daniel Quilp, en samvetslös penningutlånare.

## Huvudkaraktärer
- Nell Trent, romanens huvudperson. Porträtteras som en oupphörligt god och änglalik person som hjälper sin farfar.
- Nells farfar, Nells vårdnadshavare. Efter att ha mist både sin hustru och dotter anser han att Nell förkroppsligar deras bästa sidor.
- Christopher 'Kit' Nubbles, Nells vän och tjänare. Han håller ögonen på Nell när hon är kvar i affären ensam på kvällarna (även om hon inte vet att han är där).
- Daniel Quilp, romanens främsta skurk. Han misshandlar sin fru, Betsy, och manipulerar andra för sina egna ändamål, med en falskt anlagd charm.
- Richard 'Dick' Swiveller, vän till Trents, kontorist som tycker om att citera och anpassa litteraturen för att beskriva sina egna erfarenheter.

## Filmatiseringar
- 1914 - The Old Curiosity Shop, film i regi av Thomas Bentley
- 1921 - The Old Curiosity Shop, film i regi av Thomas Bentley
- 1934 - The Old Curiosity Shop, den första ljudfilmsversionen med Hay Petrie som Quilp.
- 1962 - Den gamla antikvitetshandeln, BBC-serie med Michele Dotrice som Nell Trent.
- 1975 - The Old Curiosity Shop, en brittisk musikalfilm.
- 1979 - The Old Curiosity Shop, en niodelars tv-serie gjord av BBC, senare släppt på DVD.
- 1995 - The Old Curiosity Shop, är en Disney tv-film med Tom Courtenay och Peter Ustinov.
- 2007 - The Old Curiosity Shop, en tv-film producerades av ITV med bland andra Derek Jacobi, Zoë Wanamaker och Toby Jones.